# 薩法維耶教團
薩法維耶教團（Safaviyya），是一個十四至十五世紀由庫爾德人阿爾達比里謝赫在伊朗西北成立的蘇菲派教團，它最後導致薩非王朝成立。
這教圑最初是遜尼派，教長之位採父子世襲制。但在15世紀中葉傳至謝赫朱奈德和謝赫·海達爾時改變性格和變得激進，改為接受什葉派十二伊瑪目派和對格魯吉亞基督徒發動聖戰。到海達爾孫子伊斯梅爾一世，正式宣布十二伊瑪目派為國教。